# Szedlice

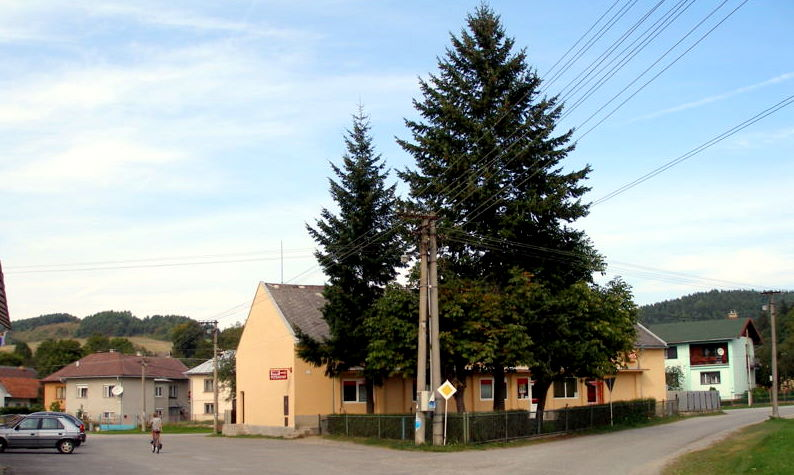
Szedlice

Szedlice (szlovákul: Sedlice) község Szlovákiában, az Eperjesi kerület Eperjesi járásában.

## Fekvése
Eperjestől 21 km-re délnyugatra.

## Története
A falut a német jog alapján létesítették a 14. század elején. A falu Szent Mihály temploma már az 1330-as években biztosan állt, hiszen a pápai dézsmajegyzék megemlíti István és János nevű plébánosát. Ez a templom még fából épült. 1330-ban „Selic”, „Telic”, „Sedlicz”, „Zedlicze” formában írják a nevét. Az Aba nemzetség birtoka, majd 1332-ben Károly Róbert a Drugeth családnak adta. 1386-ban Zsigmond király adományából a Somosi család birtoka lett. 1386-ban „Sednicha”, 1427-ben „Zedleche” alakban említik. 66 portája adózott, a rihnói váruradalom része volt. 1600-ban a faluban templom, plébánia, iskola, malom és 30 ház állt, ezzel a közepes nagyságú falvak közé számított. A fatemplom még a 18. században is állt, amikor egy tűzvészben leégett. Ekkor a Semsey és Görgey családok tulajdonában állt. 1787-ben 81 házában 617 lakos élt.
A 18. század végén Vályi András így ír róla: „SZEDLICZE. Tót falu Sáros Várm. földes Urai több Uraságok, lakosai katolikusok; határja hegyes, legelője elég, fája is bőven van.”
A 19. században a Tahy család és a felső-magyarországi bányatársaság birtoka. 1828-ban 101 háza volt 759 lakossal. Lakói asztalosok, molnárok, favágók, fuvarosok, pásztorok, mészégetők és gabonakereskedők voltak. Később mezőgazdasággal, szövéssel, faárukészítéssel foglalkoztak.
Fényes Elek 1851-ben kiadott geográfiai szótárában így ír a faluról: „Szedlicse, orosz tót falu, Sáros vmegyében, Eperjeshez dél-nyugotra 2 mfd. 271 r. kath., 350 g. kath., 19 zsidó lak. Kath. paroch. templom. Nagy erdő. F. u. többen. Ut. posta Eperjes.”
1920 előtt Sáros vármegye Eperjesi járásához tartozott.
A községben fűrésztelep és kőbánya is működött. A leégett templom helyén ma az iskola áll. 1965-ben Szárazvölggyel egyesítették. 1990-től újra önálló település.

## Népessége
| Év:            | 1994. | 2004.   | 2014.   | 2024.    |
| -------------- | ----- | ------- | ------- | -------- |
| Emberek száma: | 1017  | 1040    | 1057    | 939      |
| Eltérés:       |       | +2,26 % | +1,63 % | -11,16 % |

| Év:            | 2023. | 2024.   |
| -------------- | ----- | ------- |
| Emberek száma: | 956   | 939     |
| Eltérés:       |       | -1,77 % |

1910-ben 624, túlnyomórészt szlovák lakosa volt.

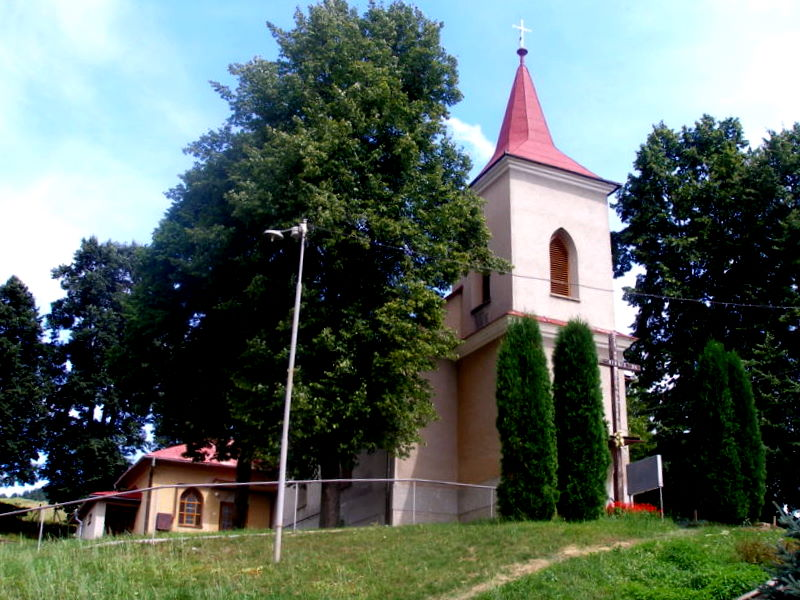
A templom

2001-ben 1032 lakosából 1023 szlovák  volt.
2011-ben 1048 lakosából 1007 szlovák.

## Nevezetességei
Római katolikus temploma 1858-ban épült.